# RWDM Brussels FC
RWDM Brussels Football Club, známý také jako FC Brussels, byl belgický fotbalový klub z regionu Brusel, který naposled působil v belgické třetí lize Division 3. Klub byl založen v roce 1932 a svoje domácí utkání hrál na Stade Edmond Machtens s kapacitou 15 266 diváků. Dne 24. července 2014 klub ohlásil bankrot a byl následně zlikvidován.